# Dorfkirche Glöwen

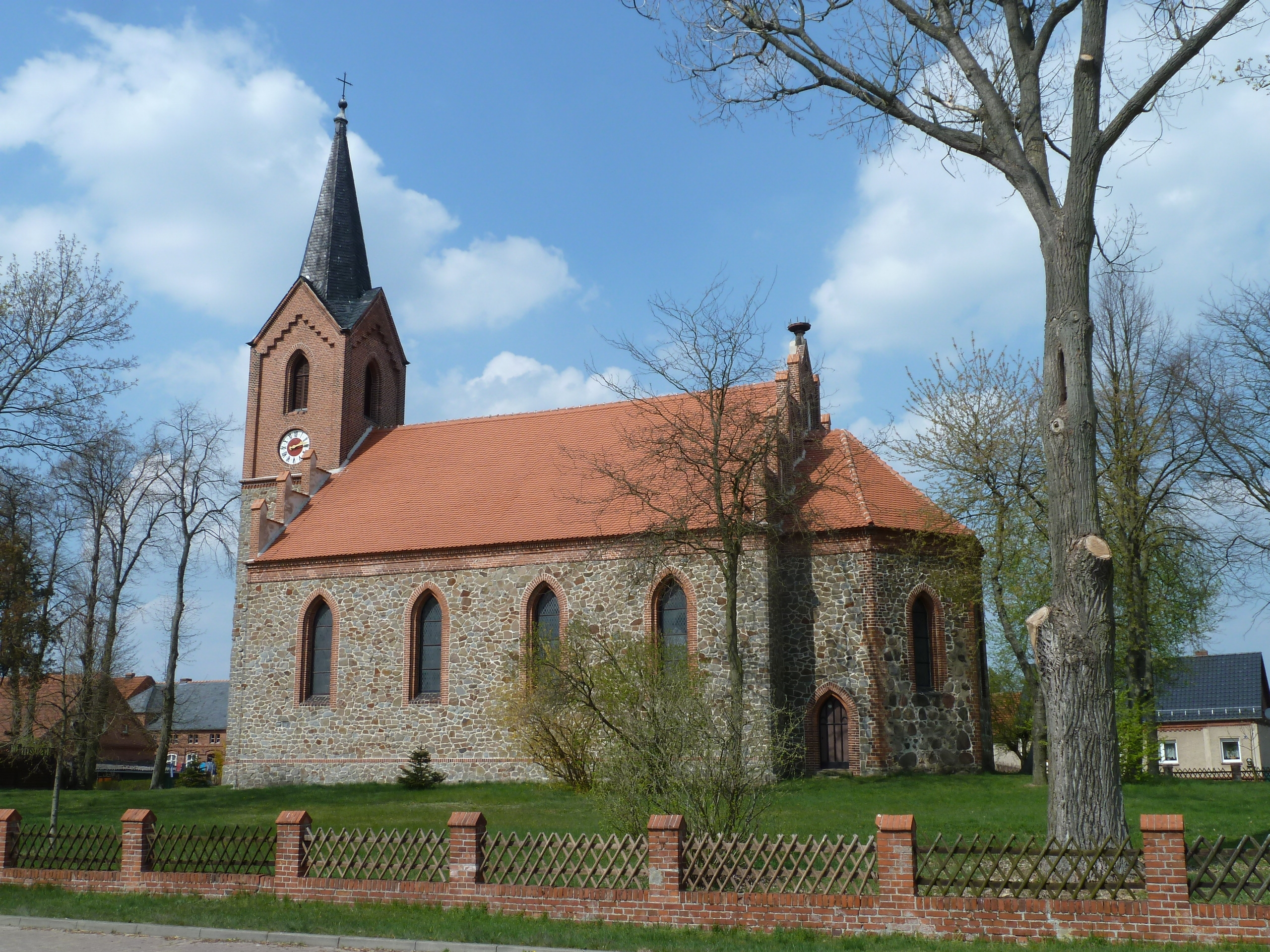
Dorfkirche Glöwen

Die evangelische, denkmalgeschützte Dorfkirche Glöwen steht in Glöwen, einem Ortsteil der Gemeinde Plattenburg im Landkreis Prignitz von Brandenburg. Die Kirchengemeinde gehört zum Pfarrsprengel Glöwen-Schönhagen im Kirchenkreis Prignitz der Evangelischen Kirche Berlin-Brandenburg-schlesische Oberlausitz.

## Beschreibung
Die neugotische Saalkirche wurde 1877 erbaut. Das Langhaus, der eingezogene, dreiseitig geschlossene Chor im Osten und die unteren Teile des Kirchturms im Westen wurden aus Feldsteinen errichtet. Der Kirchturm wurde mit Backsteinen um ein Geschoss, das die Turmuhr und den Glockenstuhl beherbergt, aufgestockt, und zwischen seinen Giebeln mit einem achtseitigen, schiefergedeckten Knickhelm bedeckt. Die Gewände der Fenster und des Portals sind mit Backsteinen ausgekleidet, ebenso die Ecken des Chors. Die mit Blenden verzierten Giebel im Westen und Osten des Langhauses sind mit Zinnen bekrönt. 
Der Innenraum des Langhauses ist mit einem sichtbaren Dachstuhl überspannt, der des Chors mit einem Kreuzrippengewölbe. Die von Robert Sandfort 1927 geschaffene Wandmalerei wurde 1977 übermalt. Die Orgel auf der Empore im Westen hat neun Register, verteilt auf ein Manual und Pedal. Sie wurde 1877 von Friedrich Hermann Lütkemüller gebaut.